# Myagrus strandi
Myagrus strandi là một loài bọ cánh cứng trong họ Cerambycidae.